# Mont Buxton

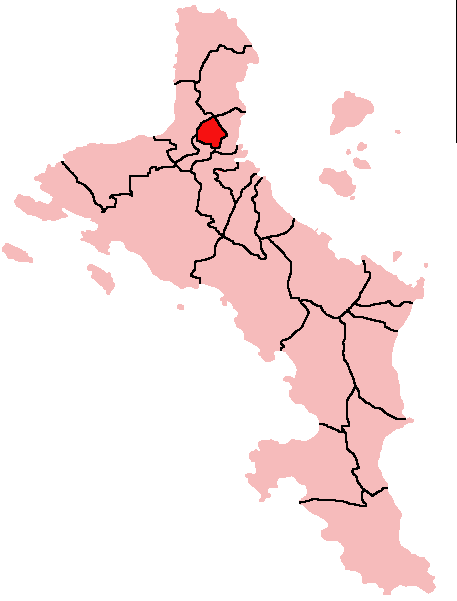
Distriktets läge.

Distriktet Mont Buxton är ett av Seychellernas 26  distrikt.

## Geografi
Distriktet har en yta på cirka 1,1 km² med cirka 3 100 invånare. Befolkningstätheten är 2 818 invånare / km².
Mont Buxton ligger i regionen Storvictoria (Greater Victoria).

## Förvaltning
Distriktet förvaltas av en district administrator och ISO 3166-2koden är "SC-17". Huvudorten är Mont Buxton.
Sedan 1994 lyder varje distrikt under "Local Government" som är en enhet av departementet Ministry of Local Government, Youth and Sport. Distriktens roll är att främja tillgång av offentliga tjänster på lokal nivå.
Distriktets valspråk är: "Striving for progress" (Sträva mot utveckling).